# Chipre britânico
O Chipre foi parte do Império Britânico como protetorado (1878 a 1912), uma ocupação militar anexada unilateralmente (entre 1914 e 1922), e uma colônia da coroa (de 1922 a 1960). Chipre tornou-se independente em 1960.

## História

### Formação
Chipre foi um território do Império Otomano, por último, como parte do Vilaiete do Arquipélago, uma vez que foi conquistado da República de Veneza em 1570-1571.
Um protetorado britânico sob a suserania otomana foi estabelecido sobre Chipre pela Convenção de Chipre de 4 de junho de 1878 após a Guerra Russo-Turca, em que os britânicos ocuparam a ilha como consequência das ações do Império Otomano durante todo o período da guerra. Chipre seria, então, proclamado um protetorado britânico e foi integrado no Império Britânico. Este permaneceria em vigor até novembro de 1914, quando, após os otomanos se juntarem às Potências Centrais, entraram na Primeira Guerra Mundial, a Grã-Bretanha declarou a anexação completa de Chipre dentro do Império Britânico, embora sob um estatuto administração militar. A colônia britânica de Chipre foi proclamada uma década depois, em 1925, após a anexação britânica de Chipre ser verificada duas vezes, primeiro no Tratado de Sèvres em 1920, e em seguida, confirmada mais uma vez no Tratado de Lausanne em 1923.

### Proposta de união com a Grécia
O Rei Paulo da Grécia declarou que Chipre pretendia a união com a Grécia em 1948. Um referendo foi apresentado pela Igreja Ortodoxa de Chipre em 1950, segundo a qual cerca de 97% da população greco-cipriota desejava a união. A petição grega e a Enosis tornaram-se um problema internacional quando foi aceita pelas Nações Unidas.

### Emergência de Chipre
A Emergência de Chipre foi uma ação militar ocorrida em Chipre de 1955 a 1959, consistindo principalmente por uma campanha armada pelo grupo militar greco-cipriota EOKA para remover os britânicos de Chipre para que este pudesse ser unificado com a Grécia.

### Independência
Assinado em 19 de fevereiro de 1959, os Acordos de Londres e Zurique iniciaram o processo para a constituição de um Chipre independente. O Reino Unido concedeu a independência a Chipre através de referendo em 16 de agosto de 1960, formando a República de Chipre. O Arcebispo Makarios III, um líder religioso e político carismático, foi eleito o primeiro presidente de Chipre independente. Em 1961, a República de Chipre tornou-se o 99º membro da Organização das Nações Unidas.